# 側近護衛官
側近護衛官（単数形/複数形、希：Σωματοφύλακες/Σωματοφύλαξ、ラテン文字転記：Somatophylakes/somatophylax、ソマトピュラケス、ソマトピュラクス）は、マケドニア王の護衛兵である。
側近護衛官には二義あり、一つは近衛歩兵部隊から選抜された歩兵親衛隊所属の護衛兵であり、もう一つはヘタイロイの中から選抜されて王に常侍する高級幕僚である。基本的に定員は7人であるが、マラヴァス攻囲の際の軍功によって、アレクサンドロス3世によってペウケスタスが例外的に8人目に任命された。
- 紀元前336年 - 紀元前334年：アリストヌウス、リュシマコス、ペイトン、アリュバス 、バラクロス、デメトリオス、プトレマイオス
- 紀元前333年：アリストヌウス、リュシマコス、ペイトン、アリュバス、バラクロス、デメトリオス、ヘファイスティオン
- 紀元前332年：アリストヌウス、リュシマコス、ペイトン、アリュバス、メネス、デメトリオス、ヘファイスティオン
- 紀元前331年：アリストヌウス、リュシマコス、ペイトン、レオンナトス、メネス、デメトリオス、ヘファイスティオン
- 紀元前330年 - 紀元前327年：アリストヌウス、リュシマコス、ペイトン、レオンナトス、ペルディッカス、プトレマイオス、ヘファイスティオン
- 紀元前326年 - 紀元前324年：アリストヌウス、リュシマコス、ペイトン、レオンナトス、ペルディッカス、プトレマイオス、ヘファイスティオン、ペウケスタス
- 紀元前323年：アリストヌウス、リュシマコス、ペイトン、レオンナトス、ペルディッカス、プトレマイオス、ペウケスタス